# Hemicycla ethelema
Hemicycla ethelema is een slakkensoort uit de familie van de Helicidae. De wetenschappelijke naam van de soort is voor het eerst geldig gepubliceerd in 1882 door J. Mabille.